# Aleksander (książę Bentheim i Steinfurt)
Alexis Karol Ernest Ludwik Ferdynand Eugeniusz Bernard książę Bentheim i Steinfurt (ur. 17 listopada 1845 w Burgsteinfurcie, zm. 21 stycznia 1919 tamże) – niemiecki arystokrata i generał.

## Życie
Alexis książę Bentheim i Steinfurt był synem księcia Ludwika zu Bentheim-Steinfurt (ur. 1 sierpnia 1812, zm. 28 września 1890) i jego żony Berty księżniczki Hessen-Philippsthal-Barchfeld (ur. 26 października 1818, zm. 6 maja 1888).
Uczęszczał do gimnazjum w Burgsteinfurcie. Studiował na Uniwersytecie w Bonn, gdzie był członkiem Korpusu Studenckiego Borussia.

## Kariera wojskowa
W 1866 był porucznikiem hanowerskiej gwardii huzarów, 1868 został przeniesiony do 7 pułku huzarów. W 1873 został porucznikiem, 1875 został kapitanem pułku Garde du Corps. W 1884 wyjechał na Majorkę. W 1895 został mianowany pułkownikiem, a w 1899 generałem majorem (niem. Generalmajor) Armii Cesarstwa Niemieckiego. W 1907 roku został awansowany przez cesarza na tytularnego generała porucznika (niem. Generalleutnant).
Już w 1890 zastąpił swego ojca jako głowa rodu. Był dziedzicznym członkiem pruskiej Izby Panów i Wirtemberskiej Izby Panów.
W 1881 ożenił się z Pauliną Waldeck-Pyrmont. Mieli ośmioro dzieci.

## Potomstwo
- Eberwyn (1882–1949)

∞ 1906−1914 Paulina Langenfeld (1884-1970)
∞ 1918−1919 Ellen Bischoff-Korthaus (1894-1936)
∞ 1920 Anna-Ludwika Husser (1891-1951)
- Wiktor Adolf (1883–1961) – książę Bentheim-Steinfurt

∞ 1920 Stefania Schaumburg-Lippe (1899-1925)
∞ 1931 Róża-Helena zu Solms-Lich (1901–1963)
- Karol Jerzy (1884–1951)

∞ 1914 księżniczka Małgorzata Schoenaich-Carolath (1888-1980)
- Elżbieta (1886–1959)
- Wiktoria (1887–1961)
- Emma (1889–1905)
- Aleksy Rainer (1891–1923)
- Fryderyk (1894–1981)

∞ 1934 Luisa z Guelich (1893–1949)

## Odznaczenia
Odznaczenia Aleksandra księcia Bentheim i Steinfurt to między innymi:
- Order Królewski Korony I klasy (Prusy)
- Krzyż Żelazny II klasy (Prusy)
- Komandor Orderu Świętego Jana (Prusy)
- Order Domowy Lippe I klasy z mieczami (Księstwo Lippe)
- Order Zasługi Wojskowej I klasy (Waldeck)
- Krzyż Wielki Orderu Korony Wirtemberskiej (Wirtembergia)
- Krzyż Wielki Orderu Fryderyka (Wirtembergia)
- Kawaler Krzyża Wielkiego Orderu Królewskiego Wiktoriańskiego (Wielka Brytania)
- Krzyż Wielki Orderu Korony Dębowej (Luksemburg)
- Kawaler Krzyża Wielkiego Orderu Lwa Niderlandzkiego (Niderlandy)
- Komandor Krzyża Wielkiego Orderu Gwiazdy Polarnej (Szwecja)